# فرانسيسكو ماريا ديل مونتي
فرانسيسكو ماريا ديل مونتي (باللاتينية: Franciscus Maria Borbonius de Monte)‏ (و. 1549 – 1627 م) هو جامع تحف، وكاهن كاثوليكي، ودبلوماسي من جمهورية البندقية، ولد في البندقية، توفي في روما، عن عمر يناهز 78 عاماً.

## مناصب
تولى منصب عميد مجمع الكرادلة ‏ (1623–1627)
- cardinal-bishop  [لغات أخرى]‏، Roman Catholic Suburbicarian Diocese of Palestrina [الإنجليزية]‏ (16 سبتمبر 1615–29 مارس 1621)
- رئيس الدير
- الكاردينال.

## معرض صور

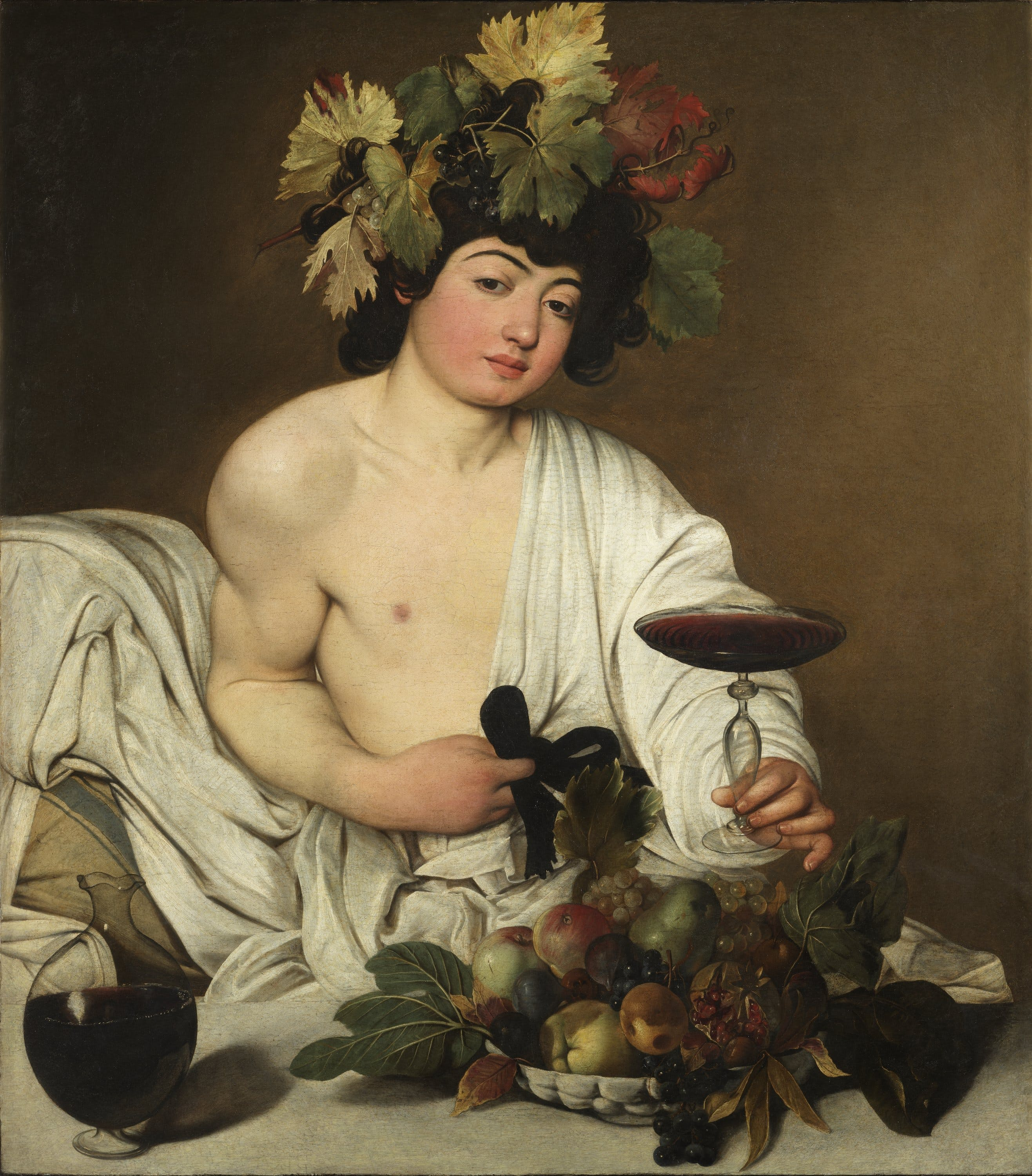
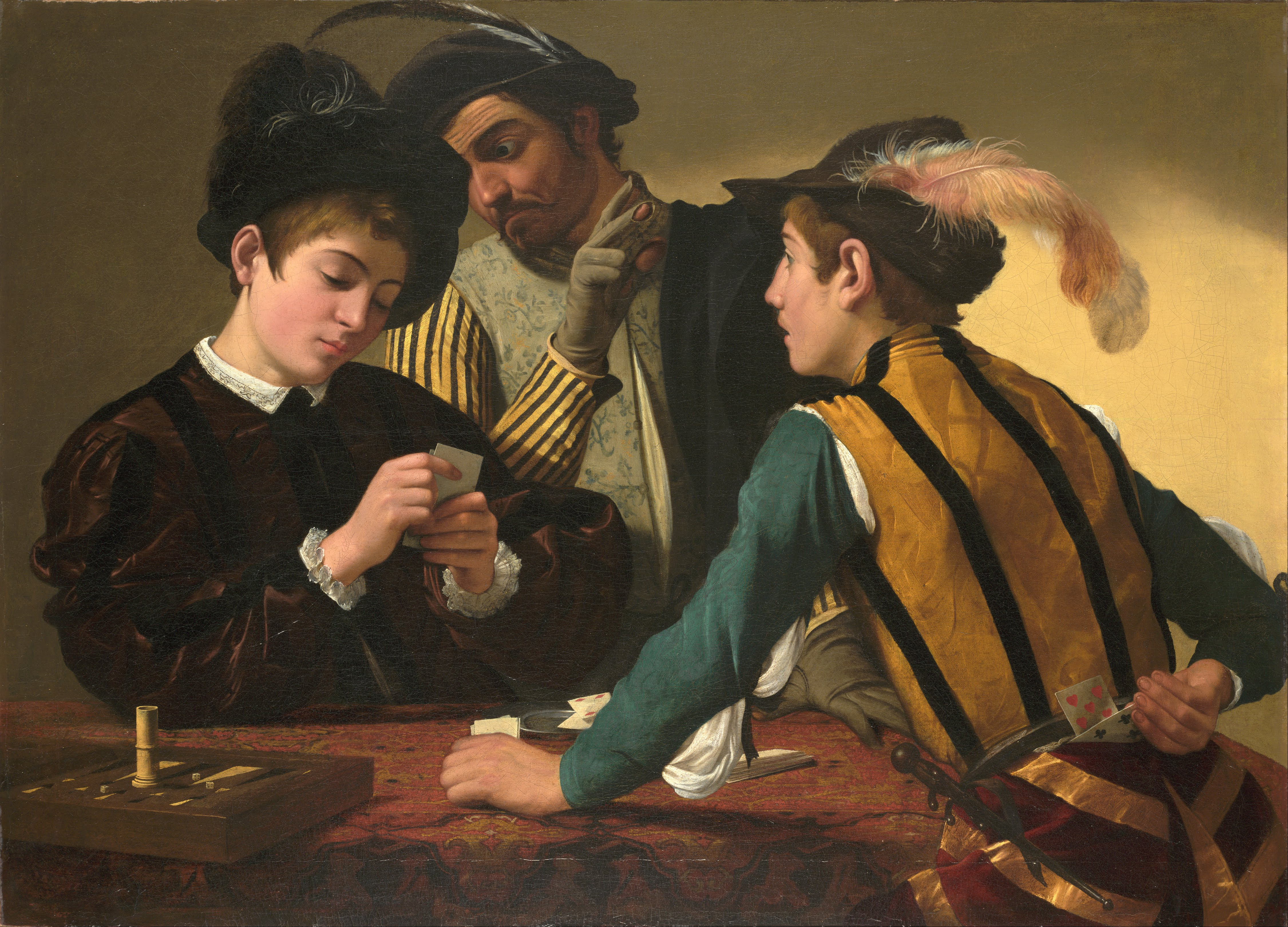
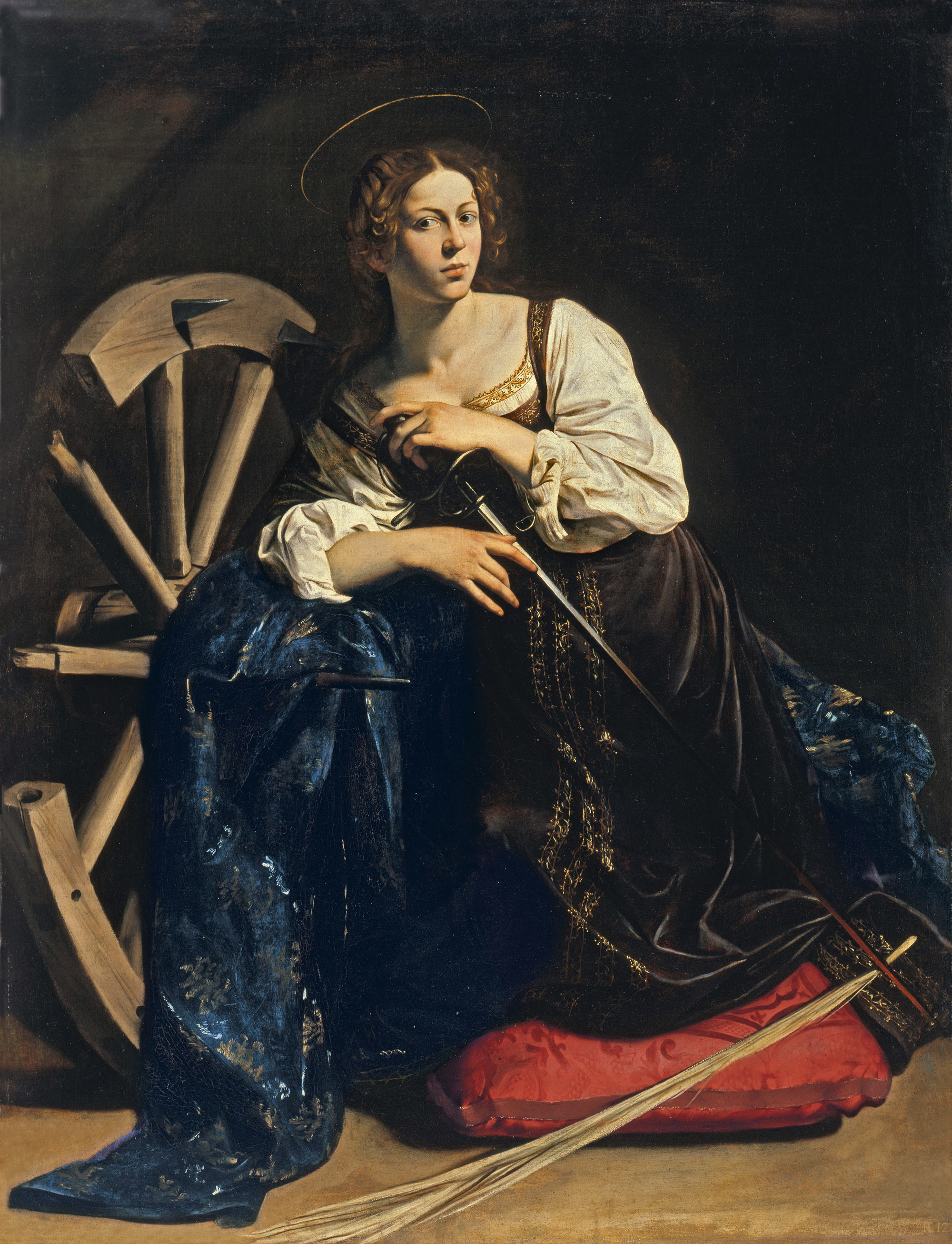
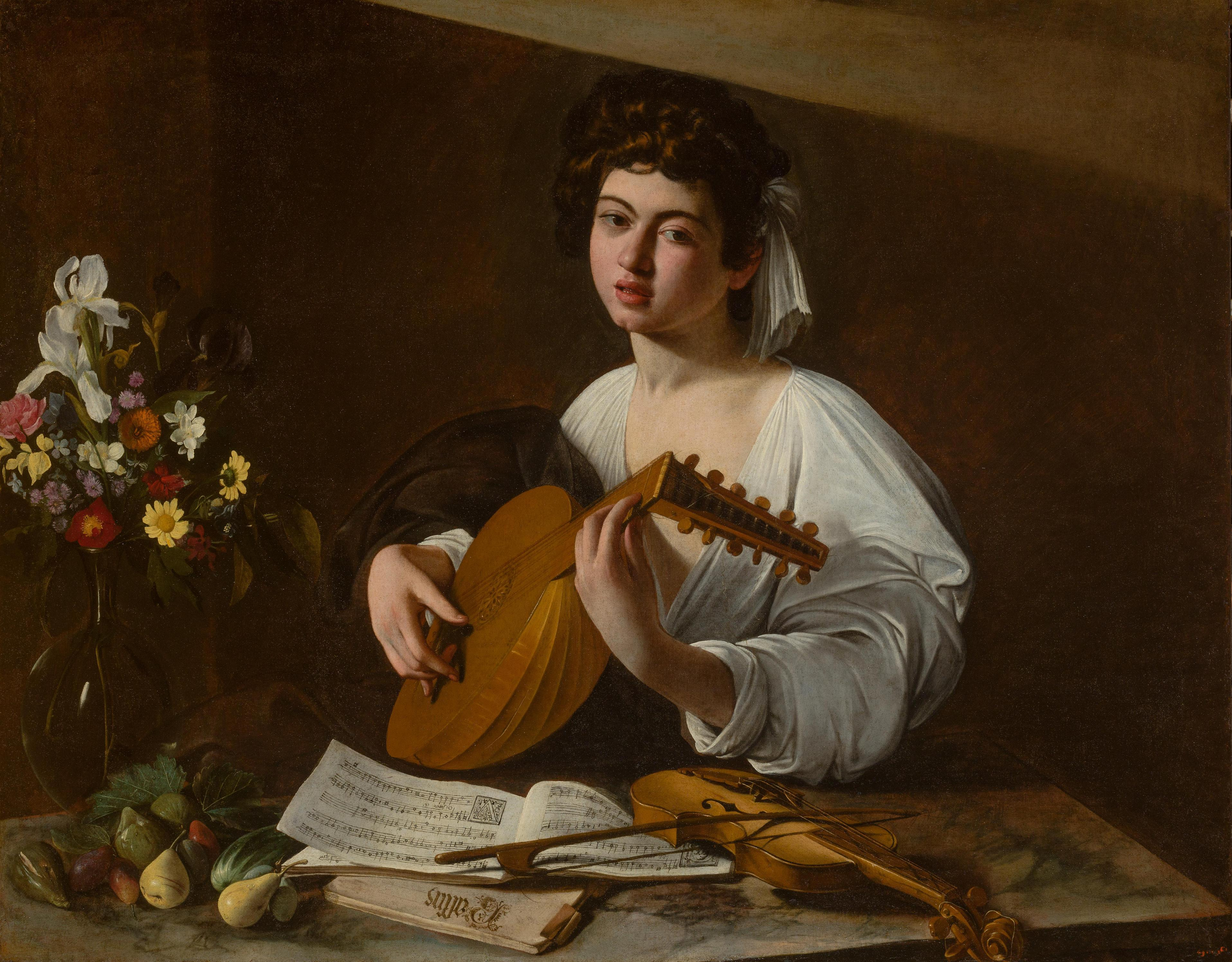
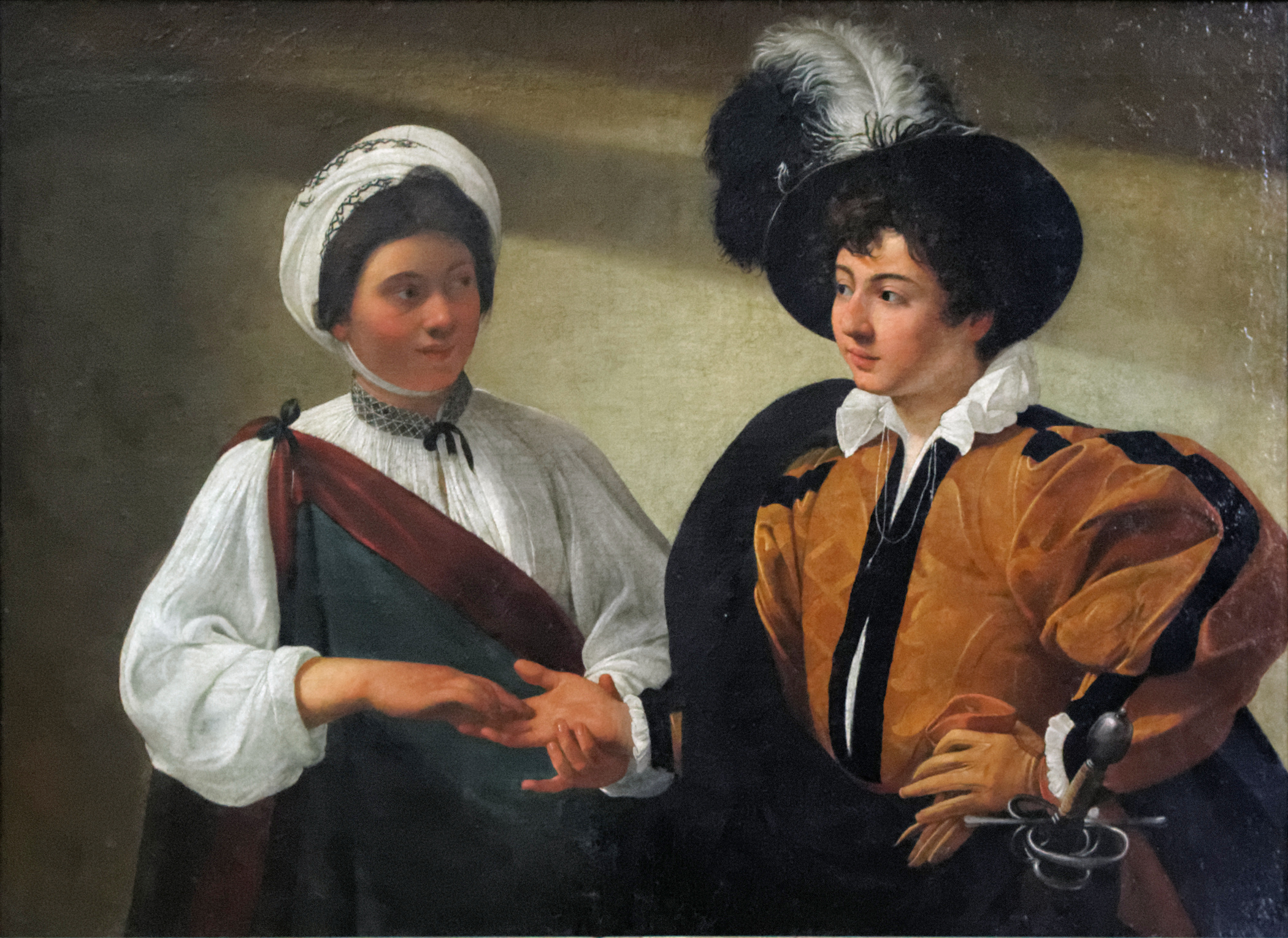
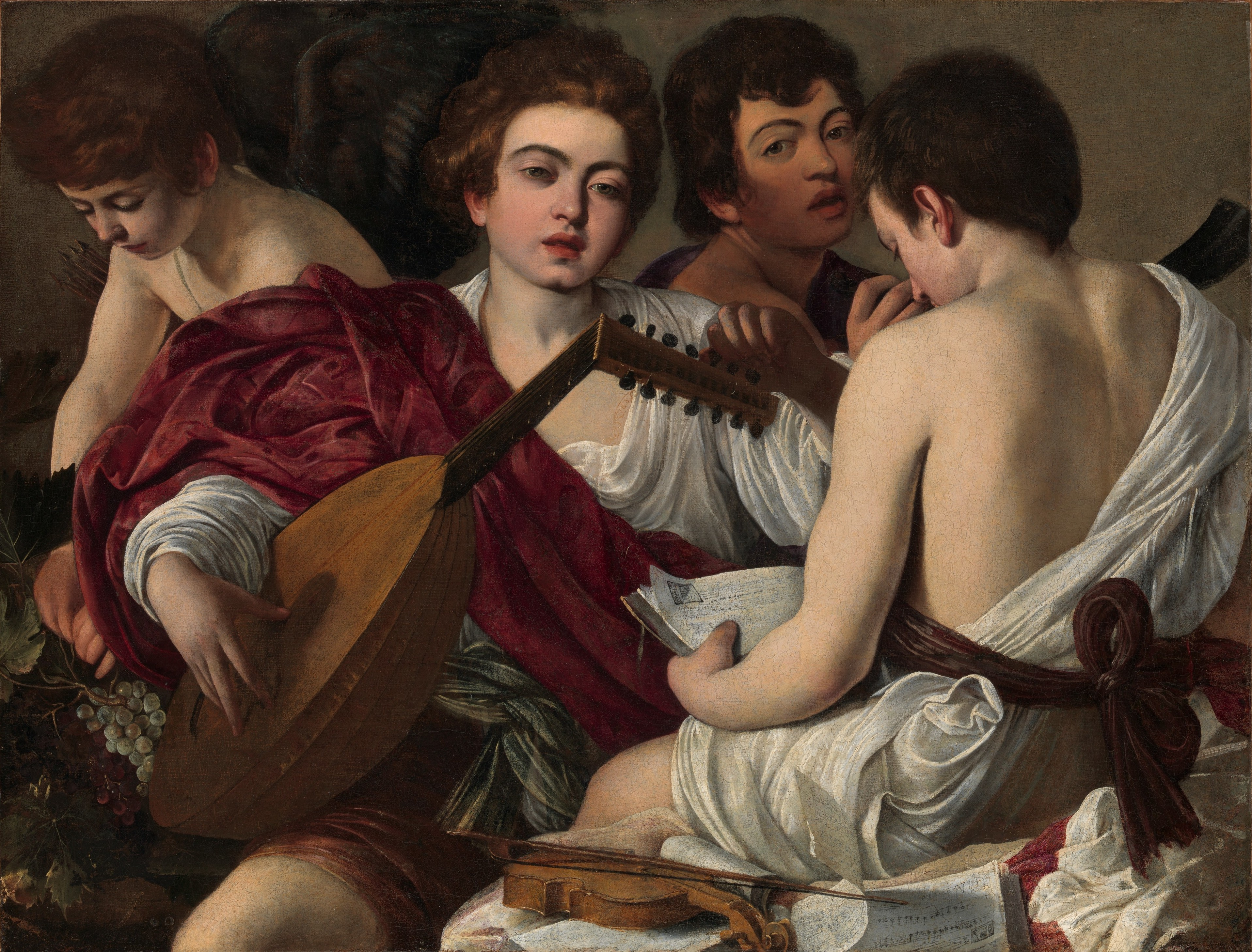